# Shahrestān di Ramhormoz
Lo shahrestān di Ramhormoz (farsi شهرستان رامهرمز) è uno dei 26 shahrestān del Khūzestān, in Iran. Il capoluogo è Ramhormoz. Lo shahrestān ha la sola circoscrizione (bakhsh) Centrale (بخش مرکزی), mentre la precedente circoscrizione di Haftgel (بخش هفتگل) è ora diventato shahrestān.